# Casa del Fascio

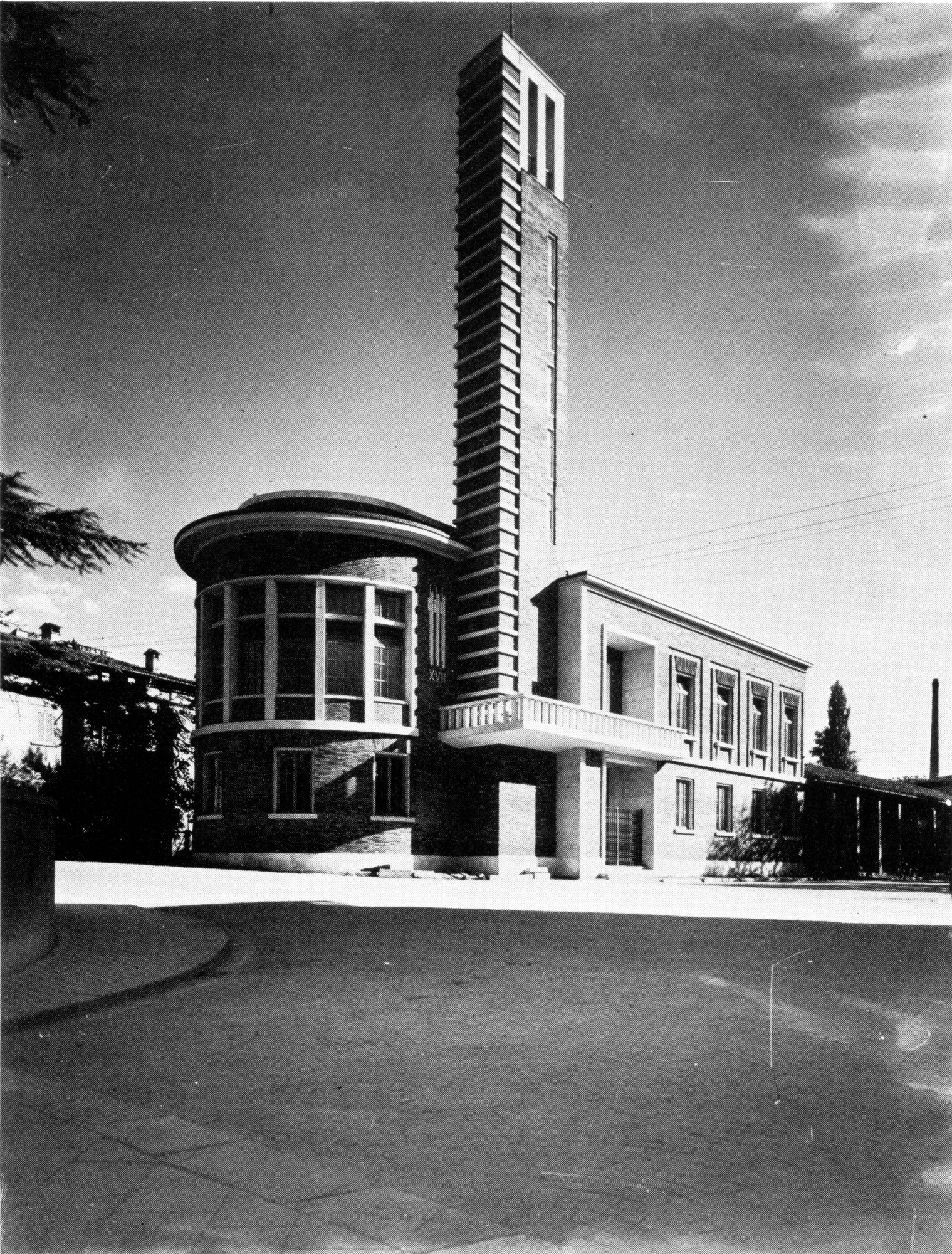
Il Palazzo Littorio di Montevarchi

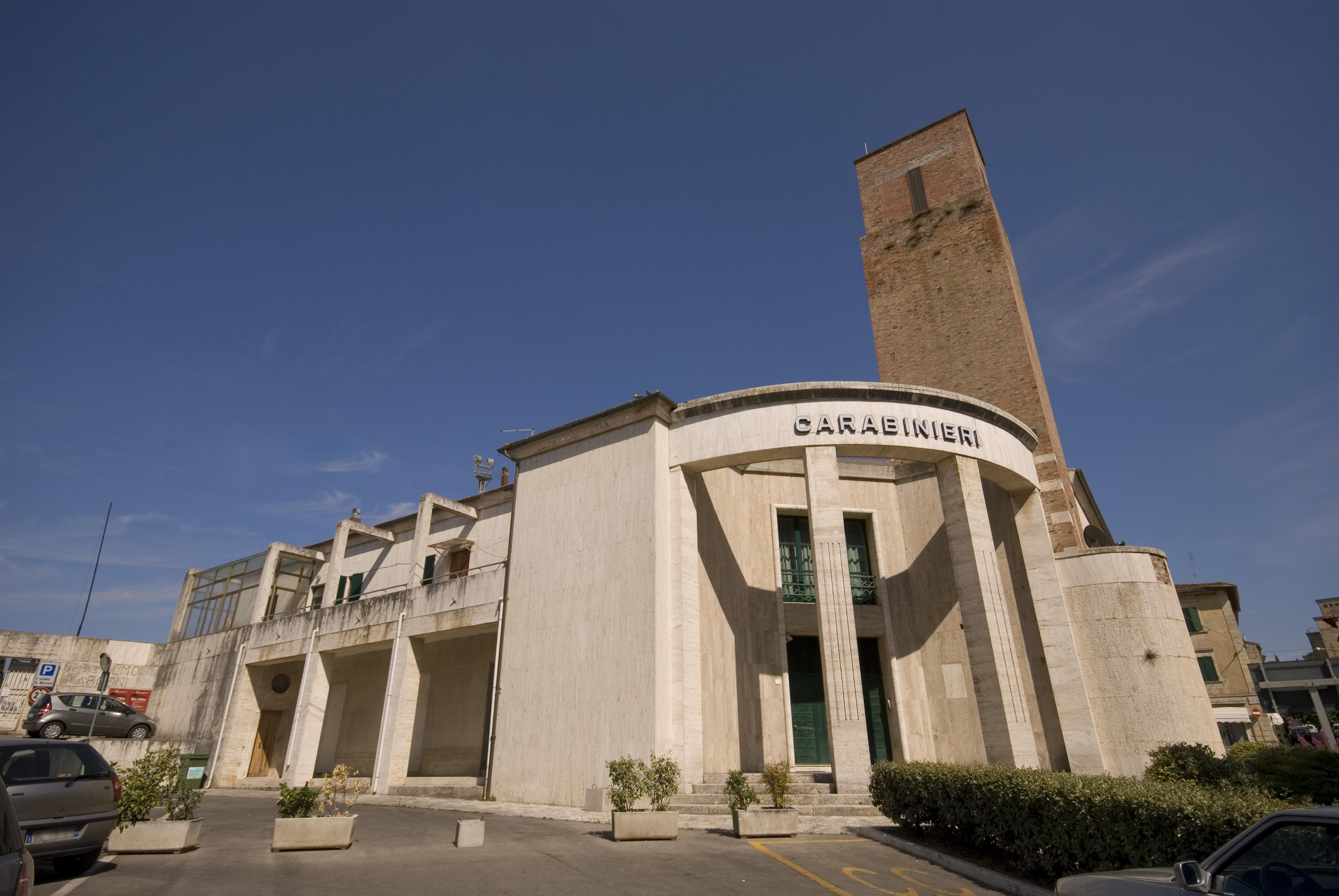
La ex Casa del Fascio, ora Caserma dei Carabinieri, di Asciano

Con casa del Fascio, casa Littoria o casa del Littorio,  si intendono gli edifici che erano sedi locali, dislocate nei comuni d'Italia, del Partito Nazionale Fascista nonché sedi delle federazioni provinciali. Nei centri urbani importanti presero il nome di palazzo del Littorio o palazzo Littorio.

## Storia
Durante il periodo del regime fascista il governo fece costruire, come sedi del Partito Nazionale Fascista. Si stimava che ne venissero realizzati circa 5.000, delle quali alcuni adattando strutture esistenti e altri costruiti ex-novo. Tra le nuove realizzazioni se ne contarono molti realizzati da architetti del movimento razionalista, tra i quali Adalberto Libera, Saverio Muratori, Ludovico Quaroni, Giuseppe Samonà e Giuseppe Terragni, mentre altri furono costruiti secondo le tendenze storiciste e "novecentiste".
Le strutture istituite furono circa 11.000 e non tutte furono ospitate in edifici nuovi, ma la maggioranza, soprattutto nei centri minori, fu istituita affittando, acquistando o acquisendo in uso edifici esistenti, non di rado senza neanche condurre significative ristrutturazioni funzionali ed estetiche, pur previste in diversi casi.
La casa del Fascio divenne un elemento irrinunciabile nelle successive città di fondazione e in molti dei nuovi borghi rurali, assieme alla chiesa e al municipio, in quelli destinati a essere eletti a comune. Oltre che in Italia, tali edifici vennero costruiti anche nelle colonie, dall'Africa al Dodecaneso.
Durante il periodo della Repubblica Sociale Italiana alcune diventarono sedi del Partito Fascista Repubblicano (1943-1945), erede del Partito Nazionale Fascista.
Nel secondo dopoguerra, tali immobili furono devoluti allo Stato per effetto delle disposizioni contenute nell'articolo 38 del DLL 27 luglio 1944, n. 159, recante "Sanzioni contro il fascismo".